# August Ekenberg
Johan August Ekenberg, född 7 januari 1864 i Stockholm, död 4 juni 1935 på samma ort, var en svensk kompositör och musiker. Han har bland annat tonsatt barnvisan "Rida, rida ranka".